# Joachim Bernhard von Prittwitz
Pour les articles homonymes, voir Von Prittwitz.

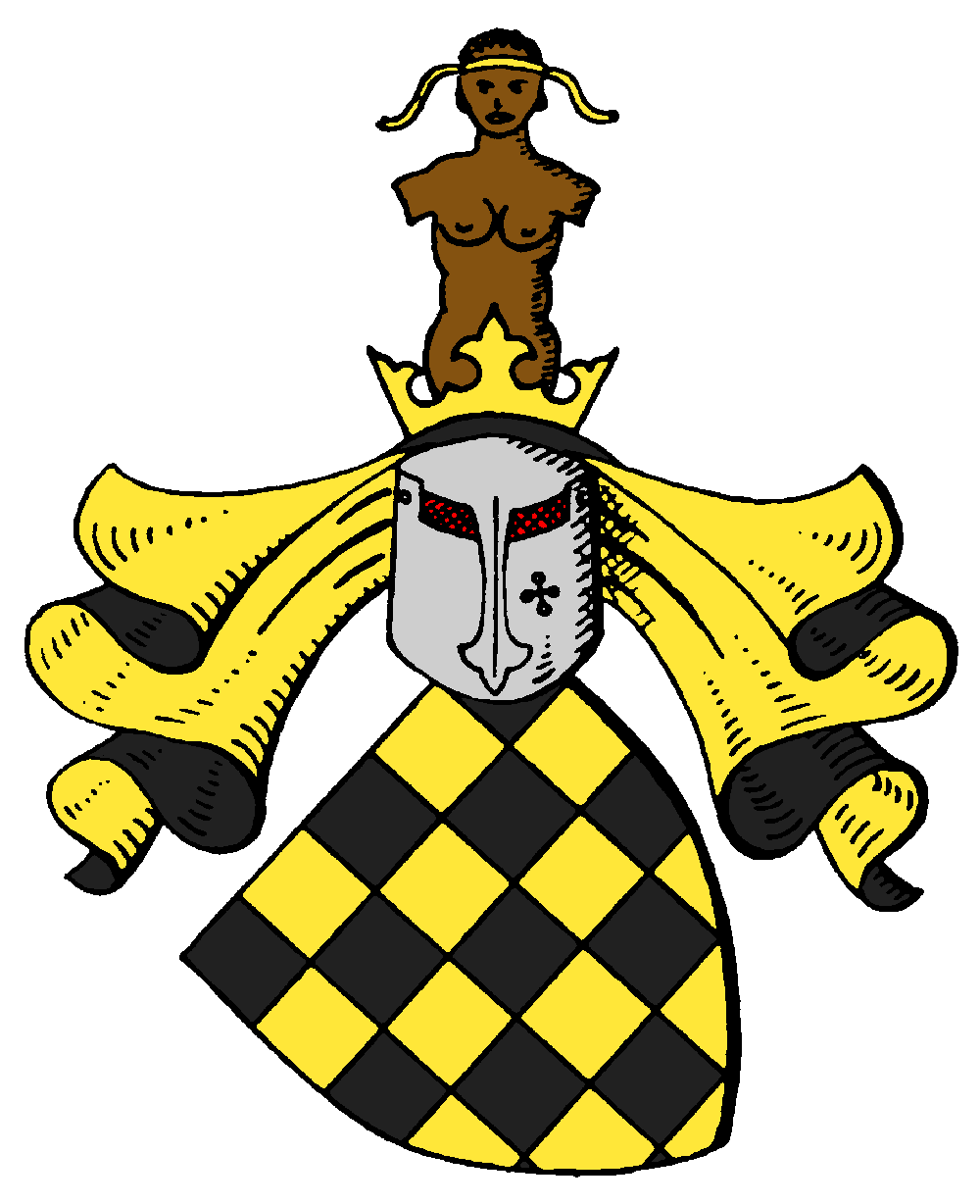
Les armoiries de la famille von Prittwitz und Gaffron.

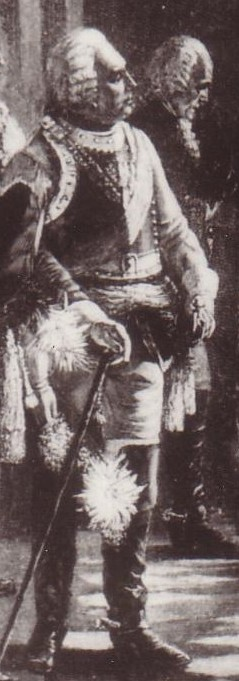
Generalleutnant von Prittwitz (arrière) au lit de mort de Frédéric le Grand (1786; détail de la lithographie de Georg Schöbel).

Joachim Bernhard de Prittwitz (né le 3 février 1726 au domaine de Lahserwitz, arrondissement de Wohlau (de) et mort le 4 juin 1793 à Berlin) est un général de cavalerie prussien, inspecteur de la cavalerie de la Marche et de Magdebourg et propriétaire foncier des domaines brandebourgeois de Quilitz, Rosenthal, Görlsdorf, Quappendorf, Sägewitz, Kienswerder et d'autres domaines dans l'arrondissement de Lebus (de).

## Biographie

### Origine
Il est issu de l'ancienne famille noble silésienne des von Prittwitz et est le fils du capitaine et propriétaire terrien prussien Joachim Wilhelm von Prittwitz (né le 13 mars 1693 et mort le 5 juin 1758), seigneur de Lahserwitz, et sa femme Sophie Wilhelmine Gottliebe, née von Dompnig et Nippern (né le 9 février 1698 et mort le 28 octobre 1752).

### Carrière militaire
Prittwitz étudie d'abord à l'école du village, puis au lycée d'Œls (de). En août 1741, il intègre la maison des cadets de Berlin, et en novembre de la même année, il est cadet dans le 1er régiment de dragons "von Posadowsky" de l'armée prussienne. Au cours de la seconde guerre de Silésie, il participe à la bataille de Hohenfriedeberg le 7 juin 1745. Le 4 avril 1746, il est promu au grade d'enseigne, est en garnison à Schwedt et est promu au grade de sous-lieutenant le 8 mai 1751. Pendant la guerre de Sept Ans, Prittwitz est blessé lors de la bataille de Kolin et reçoit l'Ordre Pour le Mérite pour son action lors de la bataille de Zorndorf. En 1758, de nouveau à court d'argent, il demande à son roi de lui en donner dans un long poème et reçoit la réponse suivante : « Celui qui aura si bien ceci en vers se verra léguer 500 ducats . – Je suis votre bien-affecté roi Frédéric. "
À la fin de 1758, le roi autorise son général von Zieten à sélectionner les meilleurs officiers de toute l'armée pour son régiment de hussards et il choisit également le premier lieutenant Prittwitz. En tant que capitaine de cavalerie et commandant d'escadron, il sauve le roi Frédéric le Grand de la mort ou au moins de la captivité à la bataille de Kunersdorf en s'élançant sur son cheval blanc et en sortant le roi de la situation difficile dans laquelle il s'est retrouvé. Après d'autres batailles, Prittwitz est promu major le 10 décembre 1760 et reçoit le commandement du 1er bataillon de son régiment. En 1761, Prittwitz travaille souvent pour le roi en mission personnelle. En raison de ses mérites acquis au cours des batailles, il est promu hors rang lieutenant-colonel en 1763 à la fin de la guerre de Sept Ans, qu'il a commencée en tant que lieutenant, et devient bientôt commandant de régiment. De plus, il est récompensé le 18 avril 1763 par la donation de plusieurs domaines dans l'arrondissement de Lebus - dont Quilitz, dont l'exploitation tient beaucoup à cœur à Frédéric le Grand, raison pour laquelle il s'y implique souvent personnellement. En octobre 1764, il reçoit la commanderie de Saint-Jean à Schivelbein.
Dans les années qui suivirent 1763, Prittwitz répond à des missions civiles du roi, par exemple en 1765 l'examen de l'aptitude du canal de Finow à la navigation, en 1767 l'examen d'irrégularités à la Monnaie de Berlin. Le 12 décembre 1768, il devient colonel. Déjà pendant les années précédentes, mais encore plus dans les années à venir jusqu'à la mort du roi, Prittwitz est souvent invité à Sanssouci dans le passé, mais surtout dans les années précédant la mort du roi. Le 20 mai 1775, il devient général de division et peu après commandant de régiment des gens d'armes (de) à Berlin. En même temps, le roi le nomme inspecteur général de la cavalerie de la Marche et de Magdebourg.
En 1778, pendant la guerre de Succession de Bavière, Prittwitz commande la brigade de droite, composée de treize escadrons. Dans les années 1779/83, Prittwitz fonde la colonie "Prittwitzdorf" sur son domaine de Rudelstadt près de Kupferberg, dont la majorité des habitants sont des tisserands et des mineurs. Il est promu lieutenant général le 20 mai 1785 et le 26 mai de la même année, Prittwitz est fait chevalier de l'ordre de l'Aigle noir. Une lithographie de Georg Schöbel (de) montre Prittwitz avec d'autres généraux alors qu'ils font leurs adieux à Frédéric le Grand sur son lit de mort le 17 août 1786 au château de Sanssouci à Potsdam.
Le 20 mai 1789, Prittwitz est finalement nommé général de cavalerie par le roi Frédéric-Guillaume II, avec une allocation annuelle de 1500 thalers. À la mi-août 1790, il cède l'inspection au duc de Weimar. Quatre ans plus tard seulement, il meurt le 4 juin 1793. L'histoire de la famille von Prittwitz de 1870 raconte à ce sujet : "Ce jour-là, vers midi, alors qu'il s'habillait dans son salon pour recevoir les officiers commandés pour le repas, il tomba à terre, frappé par un coup. ... La dépouille mortelle fut transportée à Quilitz et enterrée dans l'église locale, sous une voûte près de l'autel. - Son épouse y repose à ses côtés".
La tombe du général von Prittwitz et de son épouse Maria Eleonore dans l'ancienne église patronale de l'actuel Neuhardenberg, remodelée par Karl Friedrich Schinkel en 1815/1817, est conservée. Dans le sol du sanctuaire se trouve une pierre tombale en fonte avec des lettres dorées, qui commémore le couple Prittwitz.
Prittwitz est également immortalisé sur des monuments avec Frédéric le Grand, par exemple sur le devant de la grande statue équestre de Frédéric le Grand à Berlin. Le prince Henri de Prusse lui dédie une plaque sur son obélisque de Rheinsberg.

### Famille
Lui-même, en tant que jeune officier, ne sait pas gérer l'argent, il est donc constamment à court d'argent et en proie aux difficultés qui en résultent, mais il épousa le 16 décembre 1762 à Berlin, à l'âge de 36 ans, Maria Eleonore von Paczensky und Tenczin (de), née baronne von Seherr-Thoß (née le 12 janvier 1739 au manoir de Schönfeld, arrondissement de Schweidnitz et morte le 23 février 1799 à Berlin), la fille du propriétaire terrien Karl Heinrich von Seherr-Thoß, seigneur des domaines de Schönfeld et Ludwigsdorf, et de sa femme Anna Elisabeth, née von Zedlitz und Leipe (de). En tant que riche héritière, Eleonore apporta dans son mariage les biens suivants de Basse-Silésie : Peterwitz, arrondissement de Strehlen, Pollogwitz et Groß- et Klein-Sägewitz, tous dans l'arrondissement de Breslau, Schönfeld, Ludwigsdorf, Schwenkfeld, Esdorf et Erlicht, tous dans l'arrondissement de Schweidnitz, Rudelstadt près de Kupferberg et Buchwald près de Schmiedeberg, tous deux dans l'arrondissement d'Hirschberg-des-Monts-des-Géants. Avant cela, son premier mariage était avec Hans Adam von Paczensky et Tenczin (1700–1761), seigneur de Groß- et Klein-Sägewitz et Peterwitz. Il a plusieurs enfants dont :
- Charlotte Eleonore (1763–1827) mariée avec Friedrich Detlef comte impérial von Moltke (né le 28 août 1750 et mort le 2 septembre 1825)
- Friedrich Wilhelm Bernhard (né le 11 décembre 1764 et mort le 2 octobre 1843) conseiller financier privé marié avec Charlotte Friederike von Bernard (1767–1815)
- Karl Heinrich (né le 5 février 1766 et mort le 9 juin 1826) marié avec la comtesse Friederike von Blankensee (de) (née le 12 juillet 1783 et morte le 17 décembre 1856)

Sa petite-fille Laurette comtesse impériale von Moltke (1790–1864) est mariée au lieutenant-général Friedrich Wilhelm von Rauch, adjudant général du roi Frédéric-Guillaume IV et plénipotentiaire militaire à la cour du tsar à Saint-Pétersbourg.

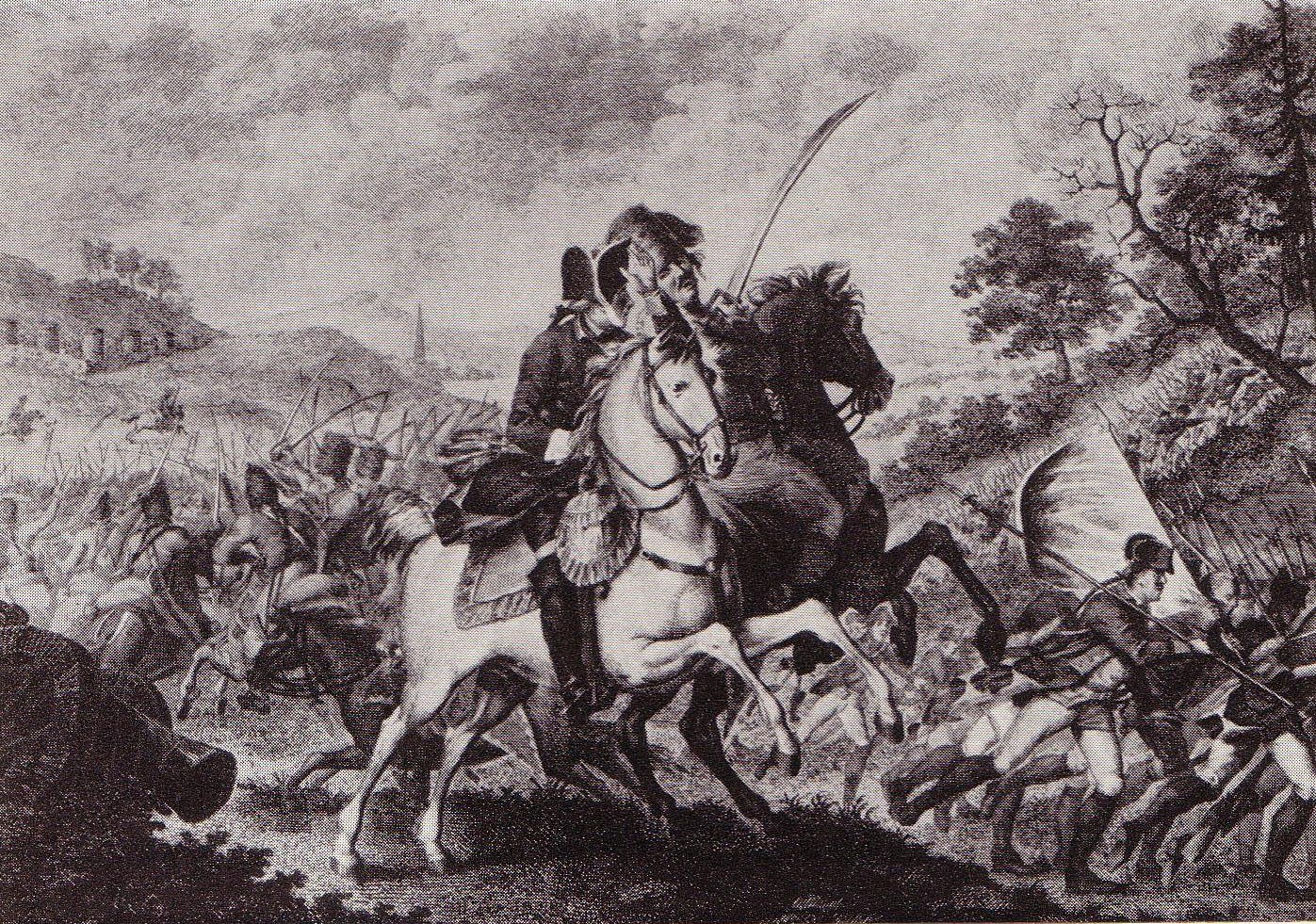
Prittwitz sauve Frédéric le Grand de la captivité à la bataille de Kunersdorf le 12 août 1759 (gravure de JF Krethlow).
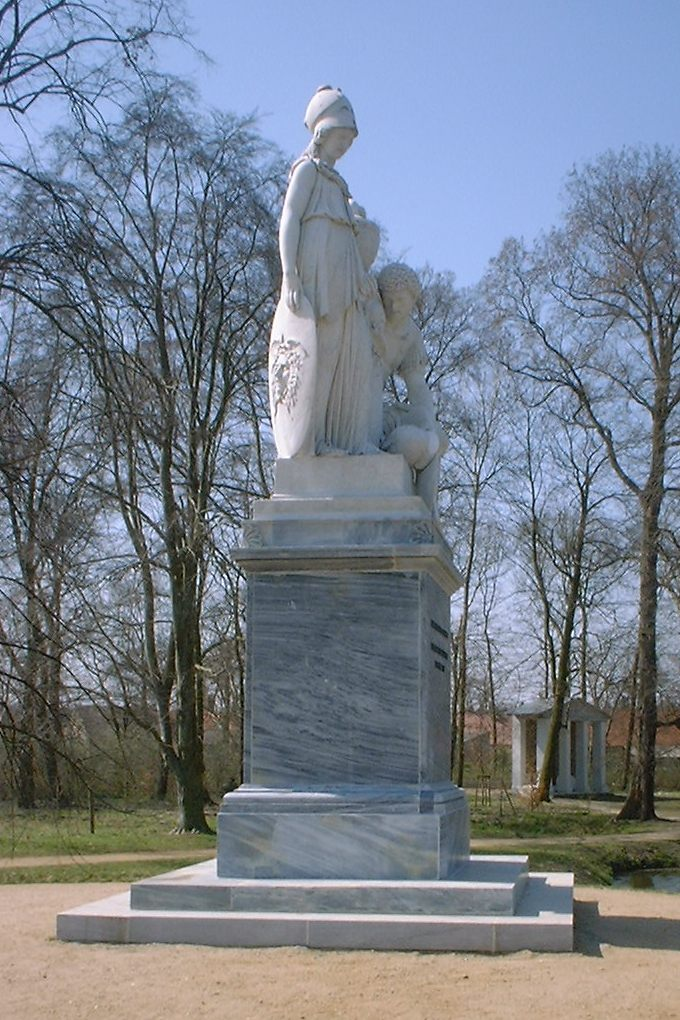
Monument de Frédéric II au château de Neuhardenberg.
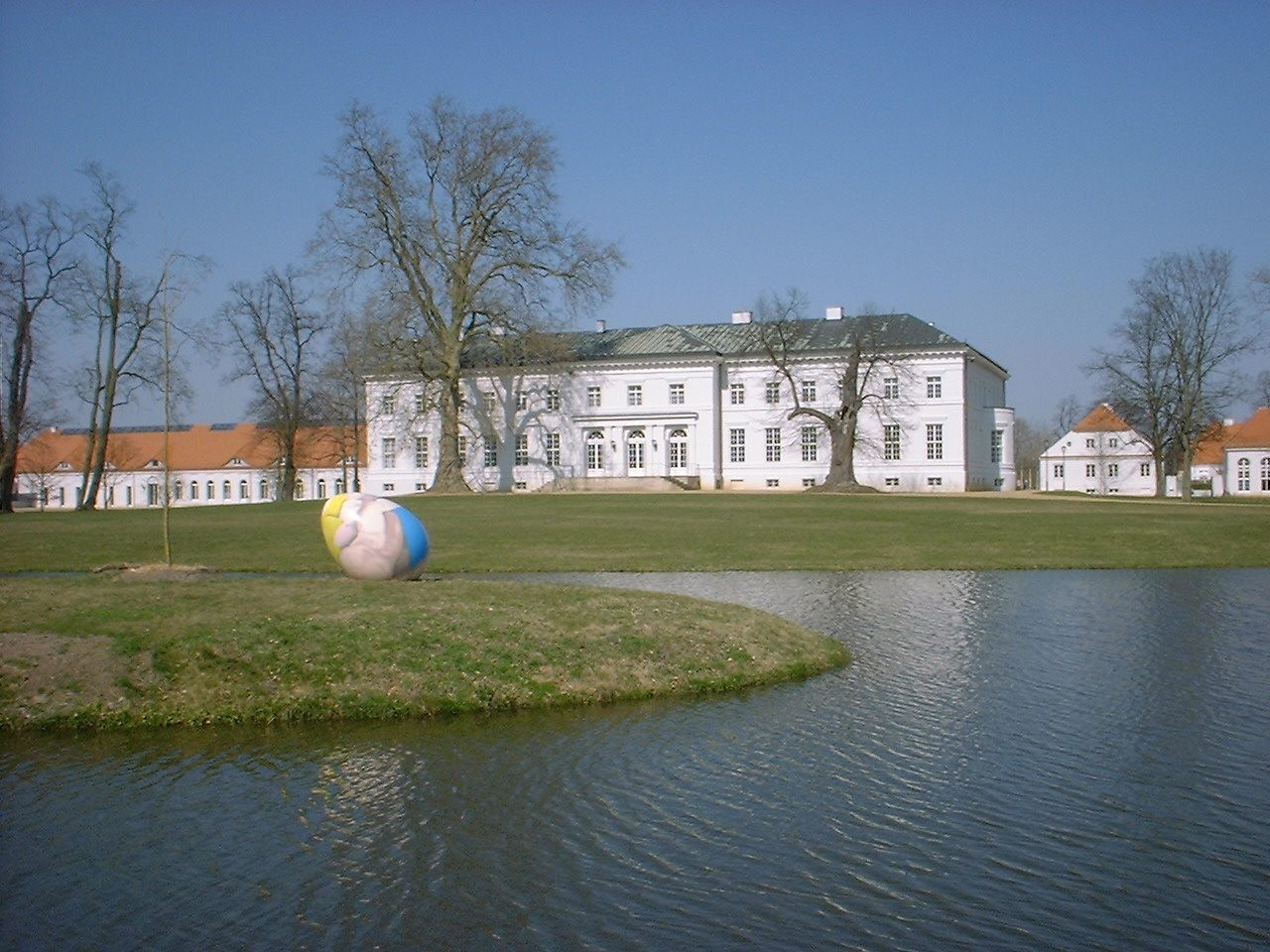
Château de Neuhardenberg (de).
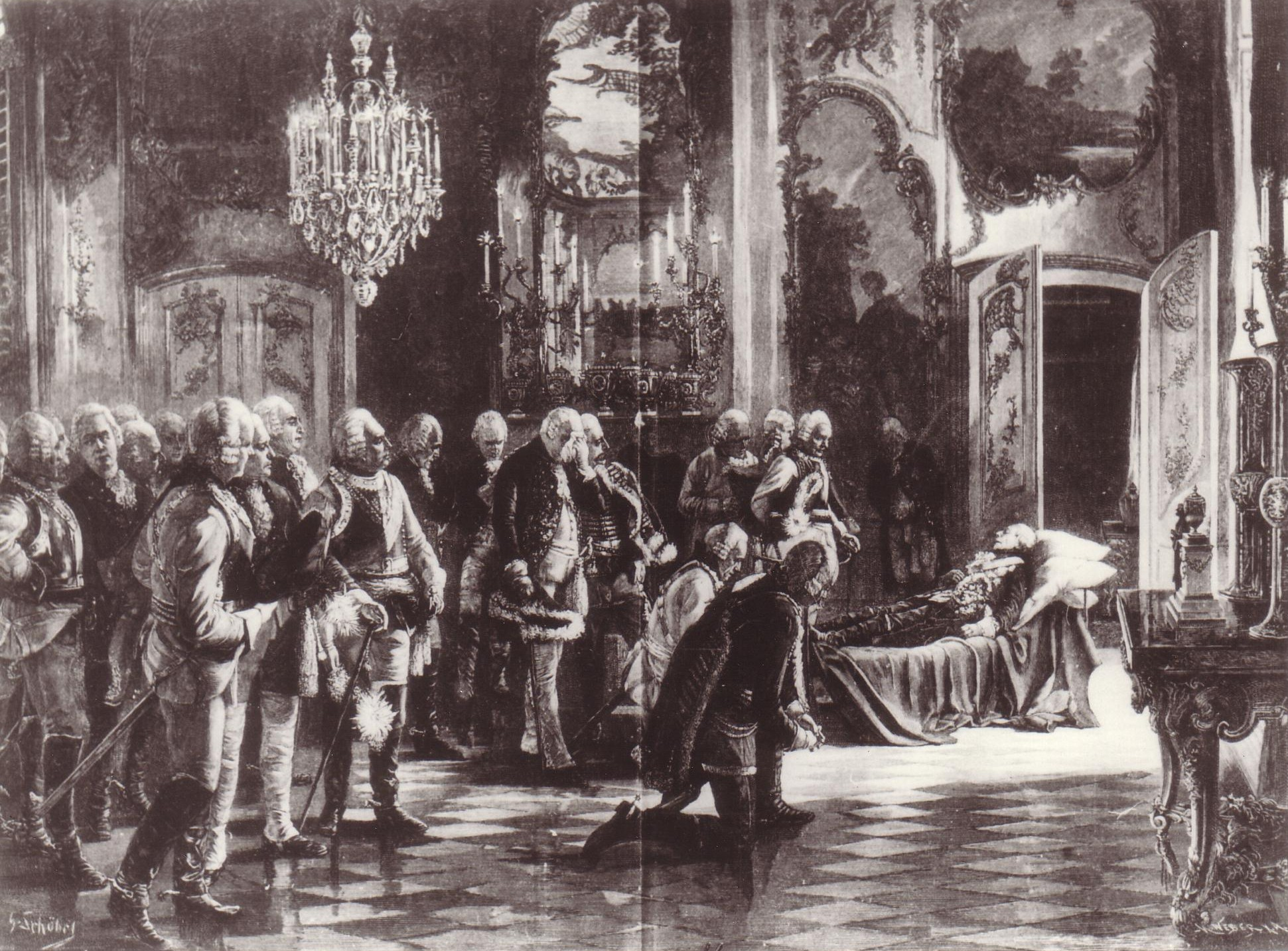
Lieutenant-général von Prittwitz (sous le lustre) sur le lit de mort de Frédéric le Grand (lithographie de Georg Schöbel (de)).

## Château de Neuhardenberg(de)

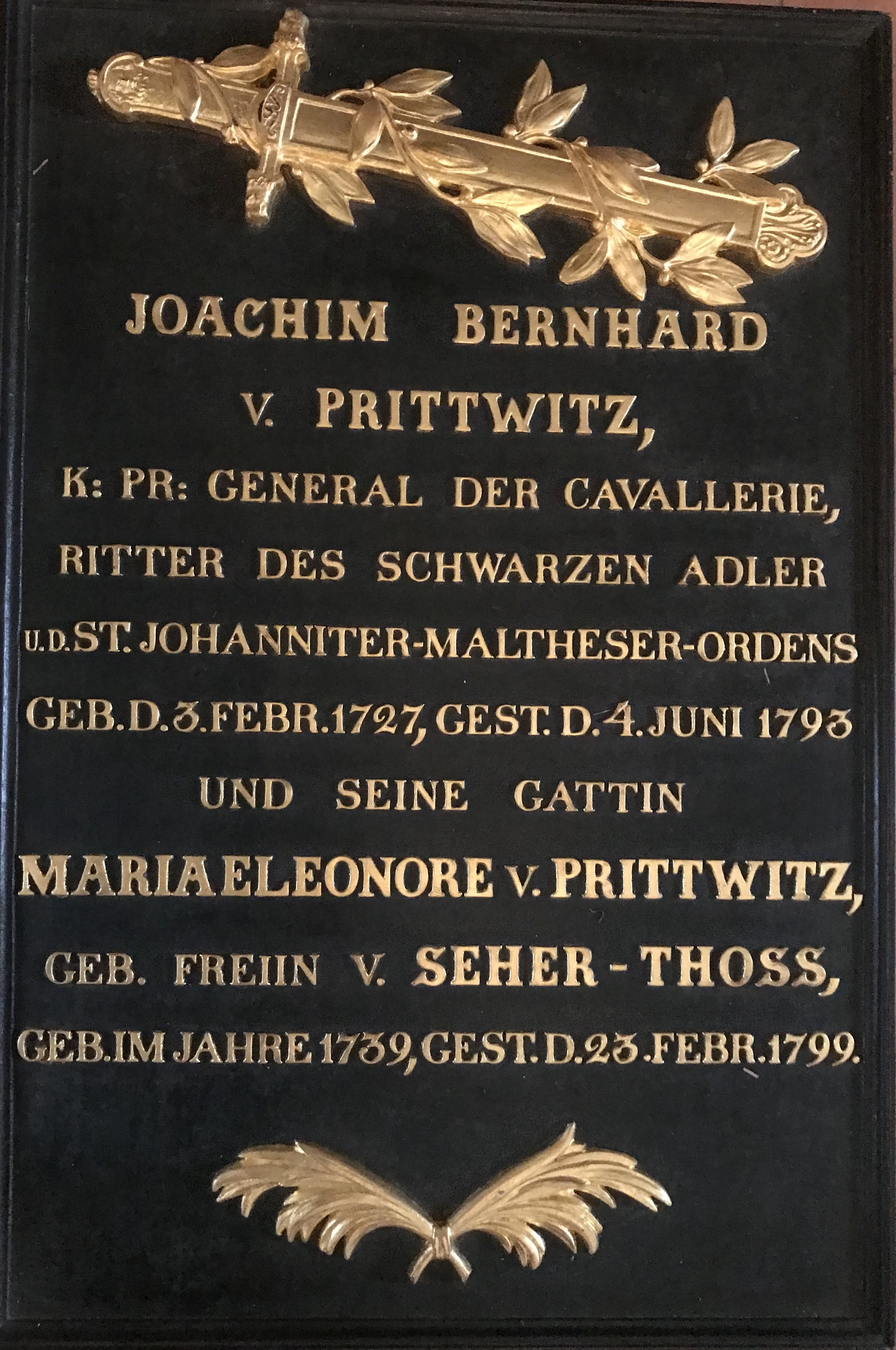
Pierre tombale en fonte avec lettres dorées pour le couple Joachim Bernhard et Maria Eleonore von Prittwitz dans le sanctuaire de l'église Schinkel de Neuhardenberg.

Quilitz devient Neu-Hardenberg en 1814, puis Marxwalde en 1949 et Neuhardenberg en 1991 avec une autre orthographe.
Vers 1770, Prittwitz fait reconstruire et transformer différents bâtiments agricoles sur le domaine seigneurial. En 1785-1790, il fait construire un château à la place de la résidence officielle du margrave, un ensemble de trois ailes à un étage avec une mansarde. Vers 1790, le jardin baroque est partiellement transformé en un parc paysager à l'anglaise.
Après la mort du roi en 1786, il fait construire à Rome, en son honneur, un monument en marbre de Prieborn (arrondissement de Strehlen) pour 10 000 thalers. En 1792, il fait ériger un autre monument (le représentant lui et sa femme en Mars et Minerve) pour Frédéric II, conçu par Johann Wilhelm Meil (de) et réalisé par le sculpteur italien Giuseppe Martini.
En juin 1801, un incendie dévastateur détruit presque tout le vieux village, le presbytère, l'école, l'église et une partie du domaine du château. Cette catastrophe a pour conséquence que les plans de rénovation du village, élaborés auparavant par le fils du général Friedrich Wilhelm Bernhard von Prittwitz (de) (1764–1843) sont désormais étendus aux zones incendiées du village. Karl Friedrich Schinkel (1781-1841) âgé de 20 ans seulement, est responsable de la reconstruction des bâtiments représentatifs (église, presbytère, école, manoir et cour officielle). L'inspecteur de construction de digues |Gotthilf Friedrich Heyfelder et le rentier Scheibel sont responsables de la reconstruction du village.
La même année, Prittwitz junior s'occupe davantage de l'extension et de l'embellissement du parc seigneurial. Il est probable qu'il a lui-même réfléchi à l'aménagement de l'espace. Le parc est considérablement agrandi vers le sud-est. L'ancien fossé rectangulaire est ouvert vers le sud et intégré dans un système de drainage.